# 习洪会
习洪会是指在2016年11月1日下午4時，時任中國國民黨中央委員會主席洪秀柱和中国共产党中央委员会总书记习近平在北京人民大会堂的会晤。这是洪秀柱首次以黨主席的身份訪問中国大陆，並前往江苏南京中山陵向国共两党均认可的革命先行者孫中山致敬，以及出席在北京舉行的兩岸和平發展論壇（前身為兩岸經貿文化論壇）。也是國民黨成為在野黨後的首次會面。

## 開場致詞
- 會前僅短暫開放洪秀柱、習近平見面握手畫面與3分鐘簡短致詞，隨即進入閉門會談。[5][6]

## 会晤主要内容
- 国共两党一致反对民進黨台独党纲[7][8]。

## 两岸政策
- 国共两党领导人共称坚决反对“台独[9]”。

## 影响
- 中國國民黨主席洪秀柱在前往南京中山陵謁陵。早有民眾在現場守候，甚至揮舞中華民國國旗，洪秀柱率團謁陵，隨從一路不時高喊「國民黨加油」，而南京市民史庭福還揮舞中華民國國旗說「中華民國萬歲，三民主義統一中國」，不久後就被便衣公安帶走。洪秀柱在中国大陆中山陵謁陵中首次以民國紀元開頭，並在謁陵結束後於中山陵博愛廣場發表演說，以「國父孫中山先生創建中華民國」破題，講述中華民國歷史[10]。此外她在洪習會開場致詞定義九二共識為「求一中原則之同，存一中含義之異」。

## 评价
- 國民黨前主席暨新北市長朱立伦表示：包括中央黨部及各界都很堅定的基本立场就是“九二共识”，相信洪秀柱会從國民黨未来发展及目前党内共识中表达坚定立场[11]。

- 中国共产党：高度评价国共高层互动 “洪習會”或打破惯例，會談採全程开放，將是國共交流，也是中共領導人与台湾政治人物会面的创举。继续保持两党高层互动，巩固共同政治基础，对维护两岸关系和平发展与台海和平稳定、维护两岸同胞利益福祉具有重大积极意义[12]。

## 相关事件
- 中國大陸方面在会议前一天取消了三家台湾媒体（自由时报、镜週刊、上报）的随行采访资格，并在电话中称原因是“呈上审核后被剔除”[13]。陆委会就这一事件表示遗憾，呼吁陆方保障新闻自由[14]。国民党政策委員会执行长蔡正元则转述国台办的说法称这是纯粹的技术问题，部分中國媒体和海外媒体也因为场地原因无法进入[15]。自由时报随后在官网上对此表示“最大的抗议”[16]。

- 民进党立院党团曾在双方会晤前警告洪秀柱不得与大陆签署协议，否则将在回国后依法处理。[17]。